# Elecciones municipales de Huaura de 2006
Las elecciones municipales de Huaura de 2006 se llevaron a cabo el 19 de noviembre de 2006 para elegir al alcalde y al Concejo Provincial de Huaura. La elección se celebró simultáneamente con elecciones regionales y municipales (provinciales y distritales) en todo el Perú.

## Sistema electoral
La Municipalidad Provincial de Huaura es el órgano administrativo y de gobierno de la provincia de Huaura. Está compuesta por el alcalde y el Concejo Provincial.
La votación del alcalde y el concejo se realiza en base al sufragio universal, que comprende a todos los ciudadanos nacionales y no nacionales mayores de dieciocho años, empadronados y residentes en la provincia de Huaura y en pleno goce de sus derechos políticos.
El Concejo Provincial de Huaura está compuesto por 11 regidores elegidos por sufragio directo para un período de cuatro (4) años, en forma conjunta con la elección del alcalde (quien lo preside). La votación es por lista cerrada y bloqueada. Se asigna a la lista ganadora los escaños según el método d'Hondt o la mitad más uno, lo que más le favorezca.

## Composición del Concejo Provincial de Huaura
La siguiente tabla muestra la composición del Concejo Provincial de Huaura antes de las elecciones.
| Partidos | Partidos                | Regidores |
| -------- | ----------------------- | --------- |
|          | Somos Perú              | 7         |
|          | Unidad Nacional         | 2         |
|          | Partido Aprista Peruano | 2         |

## Resultados

### Sumario general
| | Concertación para el Desarrollo Regional - Lima (CDR) | 24,296  | 24.43 | Nuevo  | 7  | +7 |  |  |
| | Confianza Perú (Confianza Perú–FD–PA)1                | 15,240  | 15.32 | +12.49 | 1  | +1 |  |  |
| | Partido Aprista Peruano (APRA)                        | 14,610  | 14.69 | –8.07  | 1  | –1 |  |  |
| | Coordinadora Nacional de Independientes (CNI)         | 14,596  | 14.67 | Nuevo  | 1  | +1 |  |  |
| | Somos Perú (SP)                                       | 9,592   | 9.64  | –18.54 | 1  | –6 |  |  |
| | Unidad Nacional (UN)                                  | 5,577   | 5.61  | –22.57 | 0  | –2 |  |  |
| | Unión por el Perú (UPP)2                              | 4,029   | 4.05  | +1.53  | 0  | ±0 |  |  |
| | Partido Nacionalista Peruano (PNP)                    | 3,502   | 3.52  | Nuevo  | 0  | ±0 |  |  |
| | Restauración Nacional (RN)                            | 3,185   | 3.20  | Nuevo  | 0  | ±0 |  |  |
| | Agrupación Independiente Sí Cumple (Sí Cumple)        | 2,142   | 2.15  | Nuevo  | 0  | ±0 |  |  |
| | Partido Socialista (PS)                               | 1,822   | 1.83  | Nuevo  | 0  | ±0 |  |  |
| | Lista Independiente N° 1 Liderazgo Vecinal            | 871     | 0.88  | n/a    | 0  | ±0 |  |  |
| |                                                       |         |       |        |    |    |  |  |
| Total | Total                                                 | 99,462  |       |        | 11 | ±0 |  |  |
| |                                                       |         |       |        |    |    |  |  |
| Votos válidos | Votos válidos                                         | 99,462  | 85.55 | +3.75  |    |    |  |  |
| Votos en blanco | Votos en blanco                                       | 9,686   | 8.33  | –3.62  |    |    |  |  |
| Votos nulos | Votos nulos                                           | 7,111   | 6.12  | –0.13  |    |    |  |  |
| Votos emitidos | Votos emitidos                                        | 116,259 | 89.37 | –2.57  |    |    |  |  |
| Abstenciones | Abstenciones                                          | 13,835  | 10.63 | +2.57  |    |    |  |  |
| Votantes registrados | Votantes registrados                                  | 130,094 |       |        |    |    |  |  |
| |                                                       |         |       |        |    |    |  |  |
| Fuente: |                                                       |         |       |        |    |    |  |  |
| Notas al pie: 1 Comparado con los resultados de Fuerza Democrática (FD) en las elecciones de 2002. 2 Comparado con los resultados de Agrupación Independiente Unión por el Perú – Frente Amplio (UPP) en las elecciones de 2002. |                                                       |         |       |        |    |    |  |  |
| Notas al pie: |                                                       |         |       |        |    |    |  |  |
| 1 Comparado con los resultados de Fuerza Democrática (FD) en las elecciones de 2002. 2 Comparado con los resultados de Agrupación Independiente Unión por el Perú – Frente Amplio (UPP) en las elecciones de 2002.               |                                                       |         |       |        |    |    |  |  |

## Elecciones municipales distritales

### Resultados por distrito
La siguiente tabla enumera el control de los distritos de la provincia de Huaura. El cambio de mando de una organización política se resalta del color de ese partido.
| Distrito          | Alcalde(sa) titular            | Partido político | Partido político             | Alcalde(sa) electo(a)       | Partido político | Partido político                |
| ----------------- | ------------------------------ | ---------------- | ---------------------------- | --------------------------- | ---------------- | ------------------------------- |
| Ámbar             | Rubén Fuentes Rivera Caldas    |                  | Trabajando con Moralización  | Rubén Fuentes Rivera Caldas |                  | Concertación para el Desarrollo |
| Caleta de Carquín | Carmen Oyola Chinga            |                  | Unidad Nacional              | Juana Ramos Ramos           |                  | Unidad Nacional                 |
| Checras           | Melvin Claros Cuadros          |                  | Unidad Nacional              | Héctor Pizarro Medina       |                  | Partido Aprista Peruano         |
| Hualmay           | Óscar Pérez Alcántara          |                  | Partido Aprista Peruano      | Crispulo Jara Salazar       |                  | Concertación para el Desarrollo |
| Huaura            | Idalia Taboada Baltuano        |                  | Unidad Nacional              | Jacinto Romero Trujillo     |                  | Coordinadora Nacional           |
| Leoncio Prado     | Irenio Claros Retuerto         |                  | Al Progreso de Leoncio Prado | Valentín Torres Pacheco     |                  | Restauración Nacional           |
| Paccho            | Jaime Granados Mejía           |                  | Partido Aprista Peruano      | Jaime Granados Mejía        |                  | Partido Aprista Peruano         |
| Santa Leonor      | Antonio Carrasco Villavicencio |                  | Santa Leonor en Acción       | Teodulo García Flores       |                  | Partido Nacionalista Peruano    |
| Santa María       | Carlos Estupiñan Demutti       |                  | Nuevo Santa María            | Víctor Zegarra Fernández    |                  | Partido Aprista Peruano         |
| Sayán             | Edilberto Obispo Cárdenas      |                  | Unidad Nacional              | Fernando Marquez Trinidad   |                  | Trabajemos por Sayán            |
| Végueta           | Alejandro Alor Portilla        |                  | Unidad Nacional              | José Li Nonato              |                  | Concertación para el Desarrollo |